# G.Marandahalli, Mulbagal
G.Marandahalli là một làng thuộc tehsil Mulbagal, huyện Kolar, bang Karnataka, Ấn Độ.